# Hope and Glory
Série
Queen and Country
(2014)
Pour plus de détails, voir Fiche technique et Distribution.
Hope and Glory, sous-titré La Guerre à sept ans (Hope and Glory), est un film britannique réalisé par John Boorman et sorti en 1987.
La suite sort en 2014, Queen and Country, toujours réalisé par Boorman.

## Synopsis
Début de la Seconde Guerre mondiale. Elle sera vue avec les yeux de Billy, jeune garçon de sept ans qui habite la banlieue de Londres. Le père de Bill s'engage. La mère décide alors d'envoyer ses enfants en Australie. Mais, une fois à la gare, par peur, détresse et amour, elle ne sait plus que faire, et les ramène à Londres. La vie continue, rythmée par les alertes, les bombes, les maisons détruites, l'amour de la fille aînée pour un soldat canadien-français ; la guerre, pour le garçon, ressemble à une grande aventure. Quand la maison familiale prend feu, ils sont obligés de se réfugier à la campagne, dans la maison du grand-père, chez qui la guerre semble ne plus exister. C'est chez ce grand-père que le film se conclut.

## Fiche technique
- Titre original : Hope and Glory
- Titre français : Hope and Glory sous-titré La Guerre à sept ans
- Titre québécois : La guerre à sept ans
- Réalisation et scénario : John Boorman
- Musique : Peter Martin
- Photographie : Philippe Rousselot
- Montage : Ian Crafford
- Production : John Boorman, Michael Dryhurst, Jake Eberts et Edgar F. Gross
- Sociétés de production : Nelson Entertainment, Goldcrest Films International, Allied Filmmakers et Davros Films
- Société de distribution : Columbia-Cannon-Warner (Royaume-Uni), Columbia Pictures (USA, France)
- Budget : 3 000 000 $
- Pays de production :  Royaume-Uni,  États-Unis
- Langue originale : anglais
- Format : Couleurs - Dolby
- Genre : comédie dramatique, romance et historique
- Durée : 113 minutes
- Dates de sortie :
  - Royaume-Uni : 3 septembre 1987 (avant-première à Londres)
  - États-Unis :16 octobre 1987
  - France : 25 novembre 1987

## Distribution
- Sebastian Rice-Edwards : Bill Rowan
- Geraldine Muir : Sue Rowan
- Sarah Miles : Grace Rowan
- David Hayman (VF Bernard Tiphaine) : Clive Rowan
- Sammi Davis (VF Marie-Laure Beneston) : Dawn Rowan
- Derrick O'Connor (VF Marc Alfos) : Mac
- Susan Wooldridge : Molly
- Jean-Marc Barr (VF Marc François) : le caporal Bruce Carrey
- Ian Bannen (VF Jacques Deschamps) : grand-père George
- Annie Leon : la grand-mère
- Jill Baker : Faith
- Amelda Brown : Hope
- Katrine Boorman : Charity
- Colin Higgins : Ami de Clive
- Shelagh Fraser : une femme du Women’s Royal Voluntary Service
- Sara Langton : Pauline
- Charley Boorman : un pilote de la Luftwaffe

## Production

### Choix des interprètes
Trevor Howard devait tenir le rôle du grand-père George mais il est finalement remplacé par Ian Bannen.

### Tournage
Le tournage a lieu d'août à octobre 1986. Il se déroule dans le Surrey (Shepperton, Wisley), le Sussex de l'Est (Brighton), le Berkshire (Bray Studios), à Londres (Fulham) et dans le Grand Londres (Croydon, Uxbridge).

## Accueil

### Critique
Le film reçoit des critiques positives. Sur l'agrégateur américain Rotten Tomatoes, il récolte 95% d'opinions favorables pour 21 critiques et une note moyenne de 8,26⁄10. Sur Metacritic, il obtient une note moyenne de 86⁄100 pour 15 critiques.

### Box-office
| Pays ou région    | Box-office      | Date d'arrêt du box-office | Nombre de semaines |
| ----------------- | --------------- | -------------------------- | ------------------ |
| États-Unis Canada | 10 021 120 $    |                            |                    |
| France            | 407 765 entrées | -                          | -                  |
| Total mondial     | n/a             | -                          | -                  |

## Distinctions principales

### Récompenses
- Los Angeles Film Critics Association Awards 1987 : meilleur film
- National Board of Review: Top Ten Films 1987
- Golden Globes 1988 : meilleur film musical ou comédie
- British Academy Film Awards 1988 : meilleure actrice dans un second rôle pour Susan Wooldridge

### Nominations
- Oscars 1988 : meilleur film, meilleur réalisateur, meilleur scénario adapté, meilleure photographie et meilleure direction artistique
- Golden Globes 1988 : meilleur réalisateur et meilleur scénario
- British Academy Film Awards 1988 : meilleur film, meilleur réalisateur, meilleure actrice pour Sarah Miles, meilleur acteur dans un second rôle pour Ian Bannen, meilleur scénario original, meilleurs décors, meilleurs costumes, meilleurs maquillages et coiffures, meilleure photographie, meilleur montage, meilleur son et meilleure musique
- Union de la critique de cinéma 1989 : Grand Prix